# Nixon (película)
Nixon es una película estadounidense de 1995, dirigida por Oliver Stone y producida junto con el húngaro estadounidense Andrew G. Vajna y el estadounidense Clayton Townsend. Protagonizada por Anthony Hopkins en el papel principal, acompañado de un reparto estelar.

## Argumento
Película biográfica de Richard Nixon, el 37.º presidente de los Estados Unidos (gobernó entre el 20 de enero de 1969 y el 9 de agosto de 1974). Relata su vida desde la niñez, su carrera política, hasta su dimisión como consecuencia del escándalo Watergate.

## Reparto
- Anthony Hopkins como Richard Nixon.
- Joan Allen como Pat Nixon.
- James Woods como H. R. Haldeman.
- J. T. Walsh como John Ehrlichman.
- John Diehl como G. Gordon Liddy.
- Paul Sorvino como Henry Kissinger.
- Powers Boothe como Alexander Haig.
- Ed Harris como E. Howard Hunt.
- Bob Hoskins como J. Edgar Hoover.
- E. G. Marshall como John N. Mitchell.
- David Paymer como Ron Ziegler.
- David Hyde Pierce como John Dean.
- Kevin Dunn como Charles Colson.
- Edward Herrmann como Nelson Rockefeller.
- Larry Hagman como Jack Jones.
- Bridgette Wilson como Sandy.

## Premios
- Premio CFCA Awards 1996: al mejor director, y a la mejor actriz de reparto (Joan Allen) por Chicago Film Critics Association.
- Premio LAFCA Awards 1995: a la mejor actriz de reparto (Joan Allen) por Los Angeles Film Critics Association.
- Premio KCFCC Awards 1996: a la mejor actriz de reparto (Joan Allen) por el Kansas City Film Critics Circle.
- Premio BSFC Awards 1995: a la mejor actriz de reparto (Joan Allen) por Boston Society of Film Critics).
- Premio NSFC Awards 1996: a la mejor actriz de reparto (Joan Allen) por la National Society of Film Critics.
- Premio PFS 1996. Categoría Exposé, por la Political Film Society.